# 神港ビル
神港ビル（しんこうビル）は、兵庫県神戸市中央区海岸通にある近代建築。神戸旧居留地を代表するビルの一つ。玄関上部には「神港ビルヂング」と書かれている。近代化産業遺産（「旧居留地銀行ビル群、海岸通商業ビル群」の一部）。

## 概要
1939年（昭和14年）に川崎汽船本社ビルとして竣工して以来、現役のオフィスビルとして利用されつづけており、現在でも川崎汽船の登記上の本店所在地となっている（実際の本社機能は東京都千代田区）。
チャータードビルの西隣、海岸通り（国道2号）に面して建つ。奥行きは70m近くあり、入り口の数が多い。
近代建築と現代建築の境界に位置する様式で、特に屋上の塔屋はアールデコの影響が強い。装飾がなされたガラス張りの塔は、当時、既にアメリカで建設されつつあったモダニズムスタイルのビルをイメージさせる。日没から22時までライトアップされる。

## ギャラリー

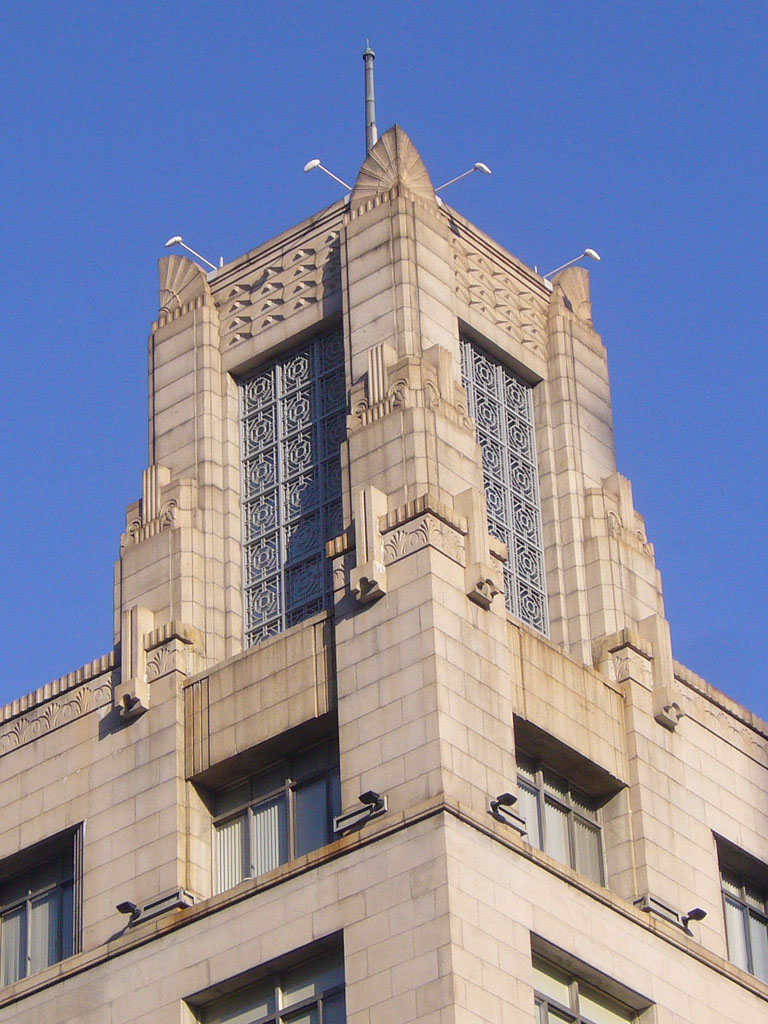
塔屋
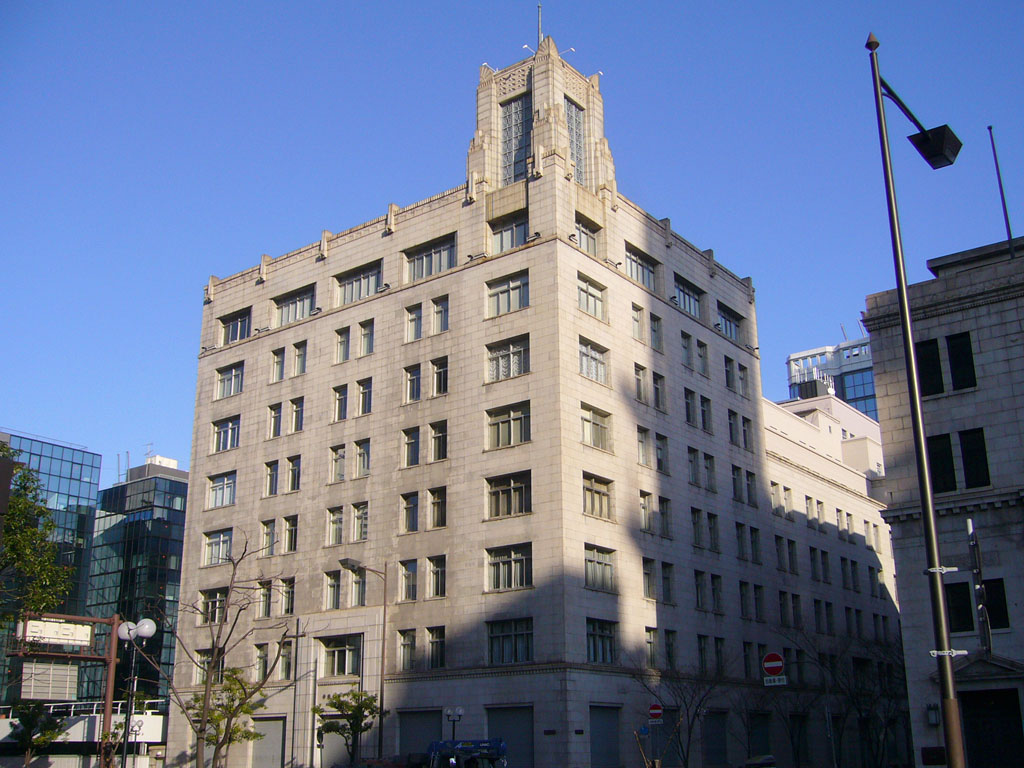
南側
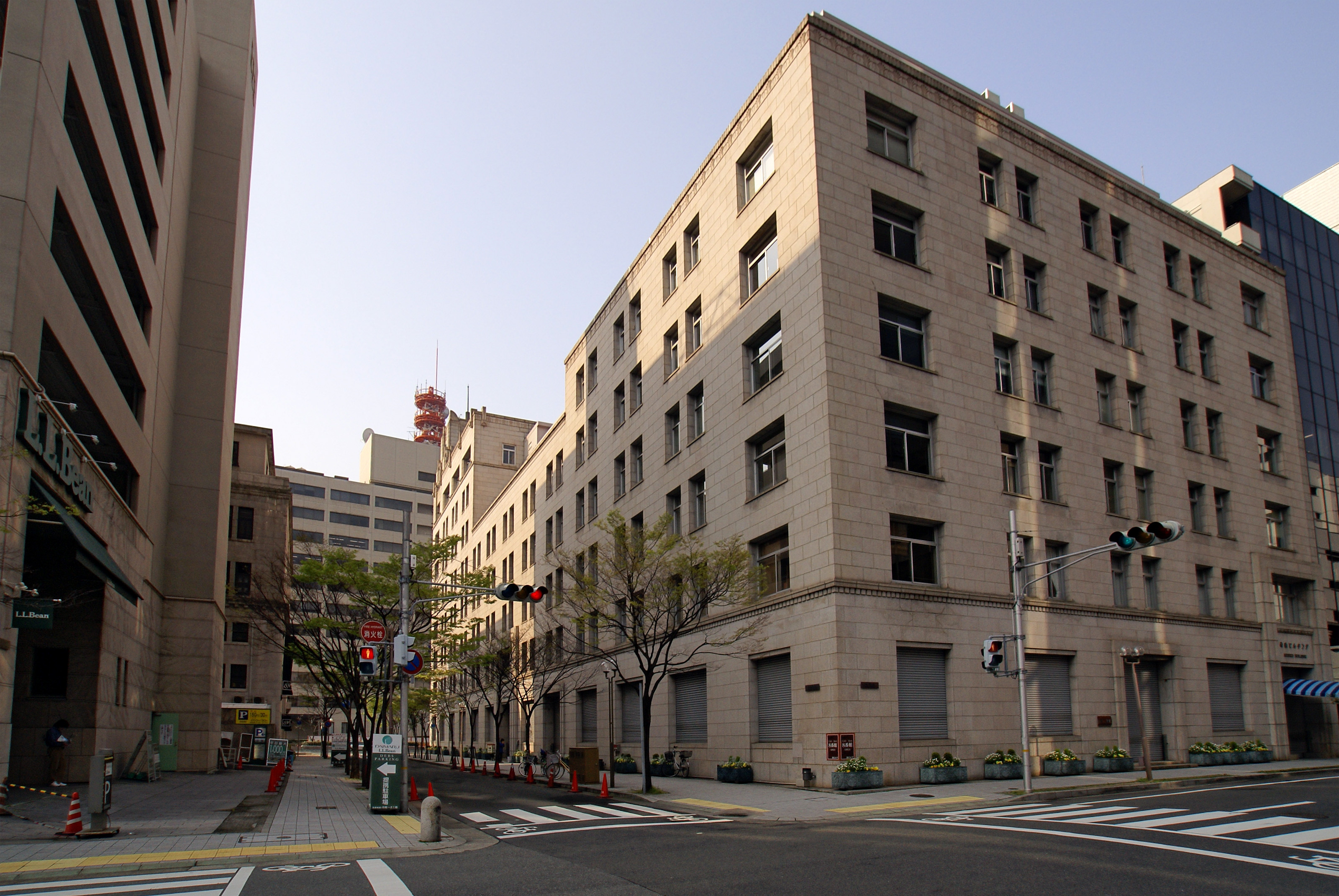
前町通側
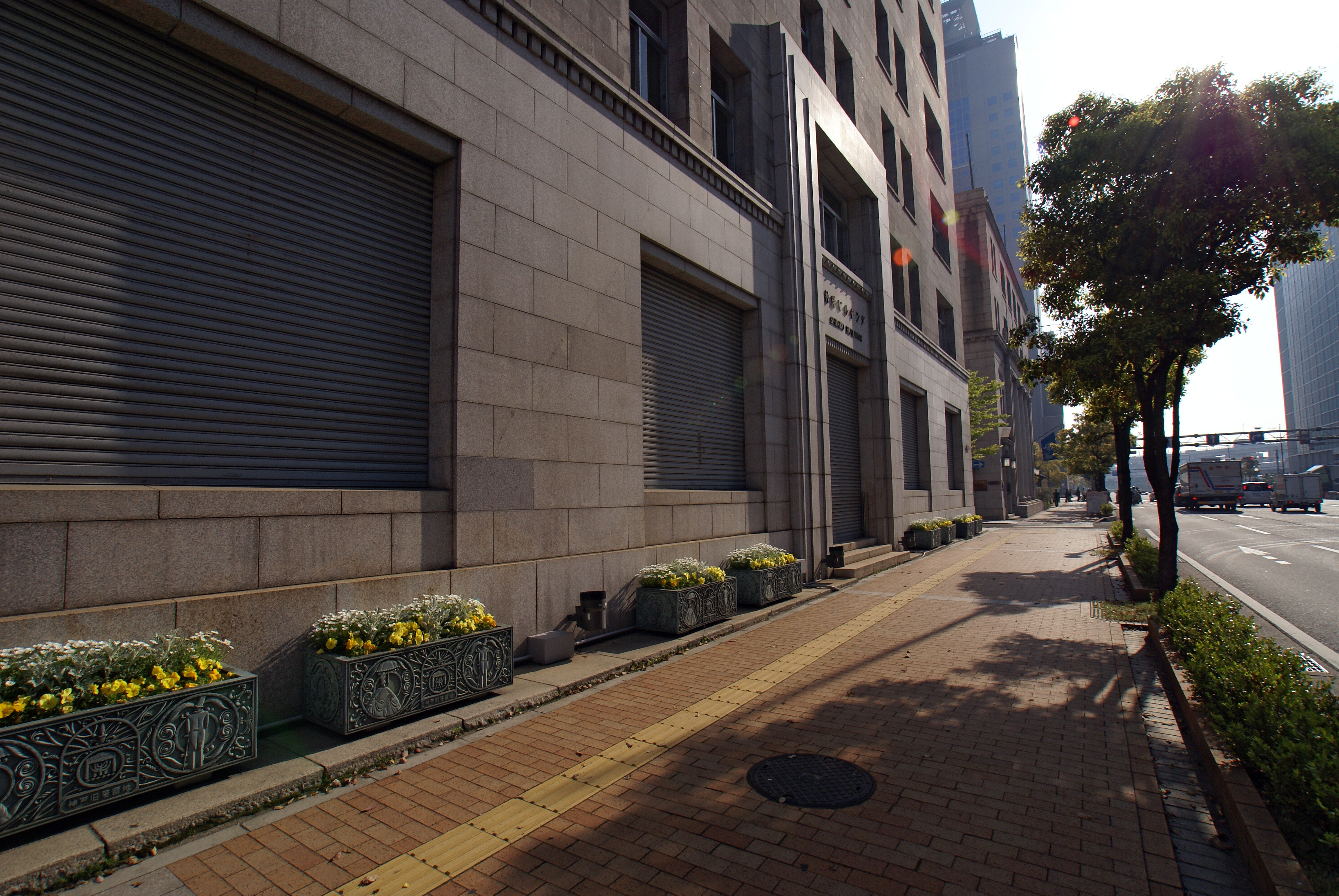
海岸通側
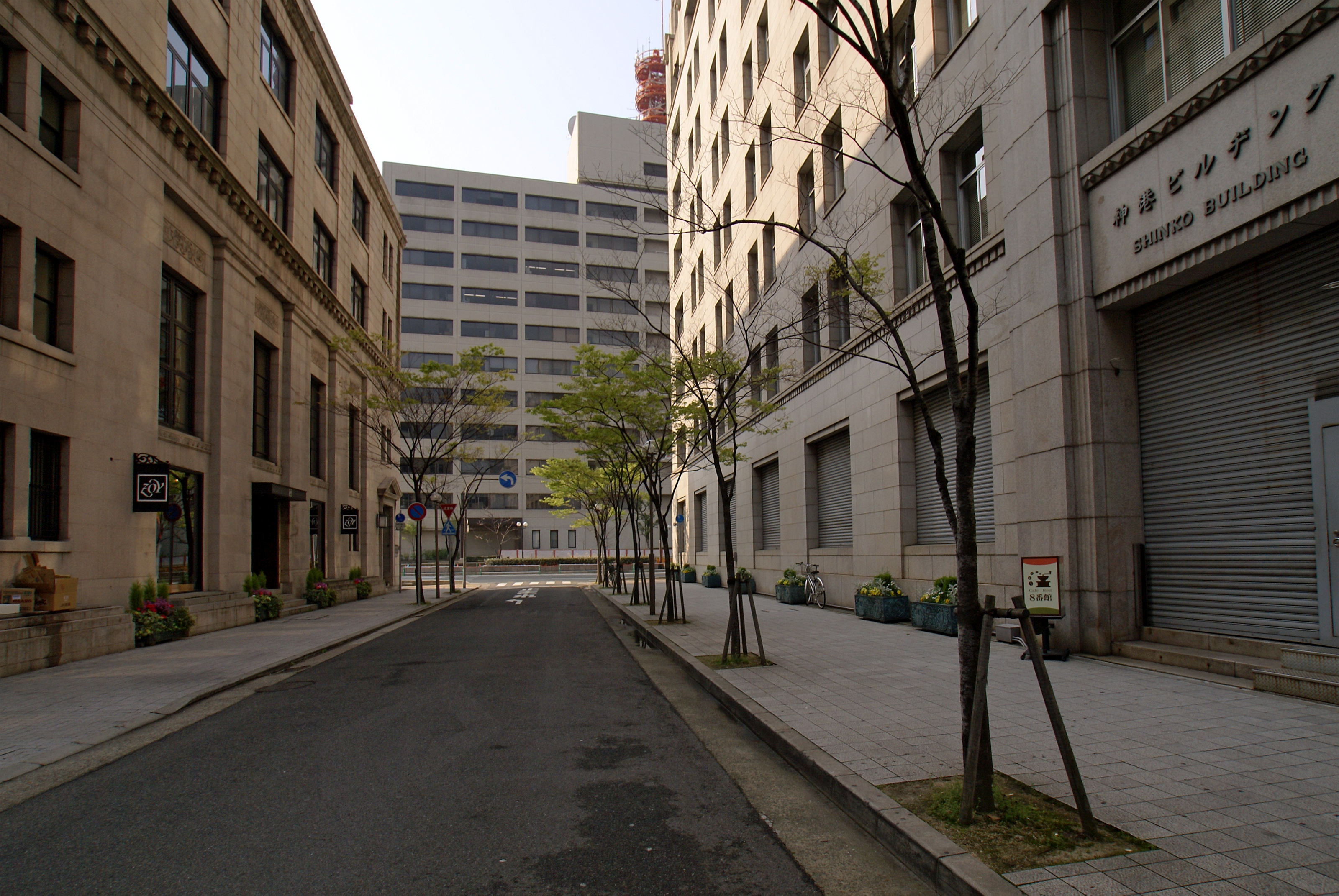
浪花町筋、向かいチャータードビル

## 交通アクセス
- 神戸市営地下鉄海岸線 旧居留地・大丸前駅 徒歩8分
- 阪神本線 元町駅 徒歩10分
- JR神戸線 元町駅 徒歩10分

## 周辺情報
- 旧居留地
  - 神戸ドールミュージアム、KOBEとんぼ玉ミュージアム、THE FORTY FIFTH、大丸ミュージアム神戸、ジーニアスギャラリー、旧居留地38番館、神戸らんぷミュージアム、神戸市立博物館、旧居留地十五番館、チャータードビル、神戸商船三井ビル、海岸ビル

- 旧雑居地
  - 旧神戸住友ビル（現・銀泉神戸ビル）、神戸郵船ビル、南京町、海岸ビルヂング（旧・日濠会館）